# Katrin Göring-Eckardt

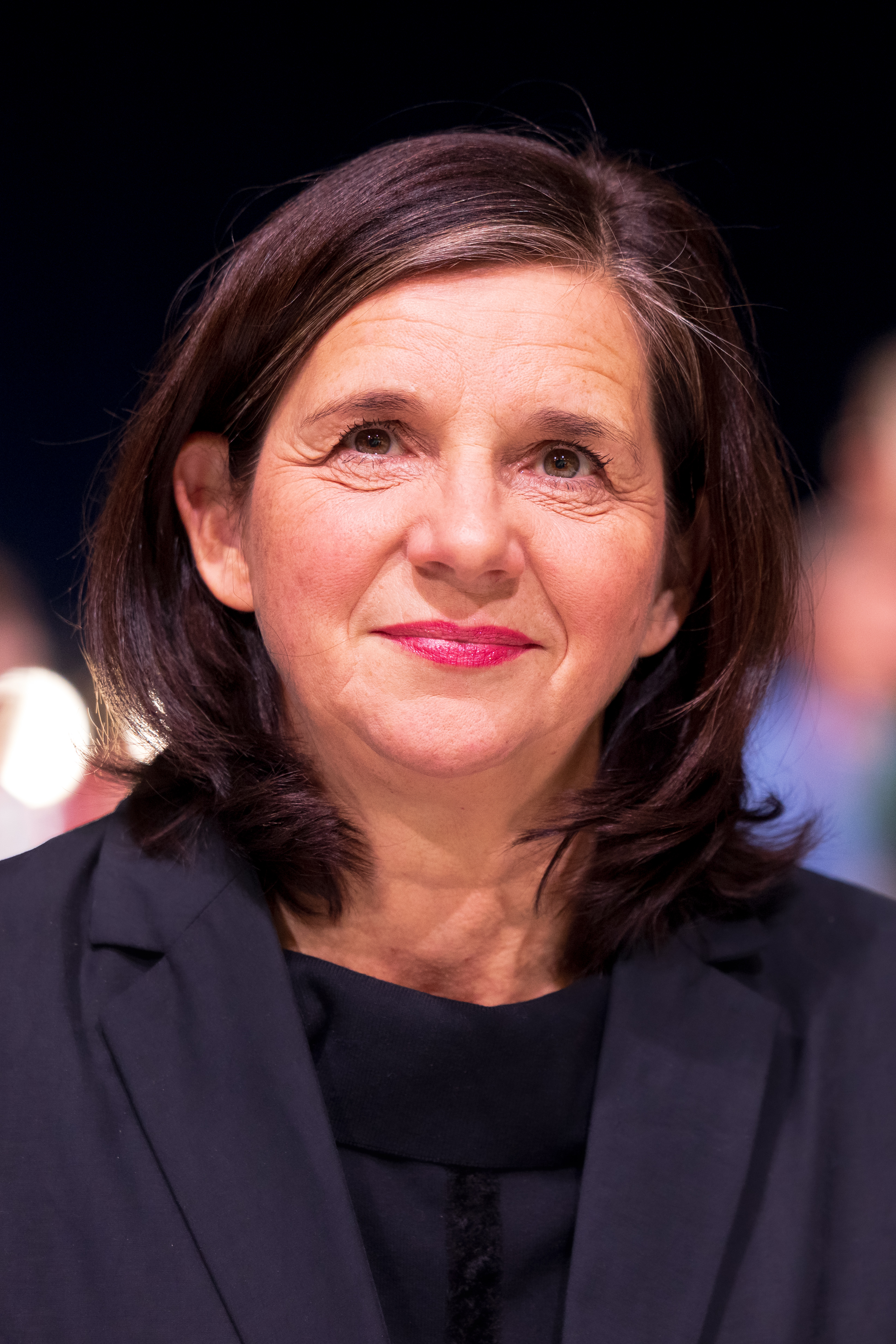
Katrin Göring-Eckardt (2023)

Katrin Dagmar Göring-Eckardt, geb. Eckardt (* 3. Mai 1966 in Friedrichroda), ist eine deutsche Politikerin (Bündnis 90/Die Grünen). Sie ist seit 1998 Mitglied des Deutschen Bundestages und war von 2005 bis 2013 sowie von 2021 bis 2025 dessen Vizepräsidentin. Von 2002 bis 2005 war sie neben Krista Sager und von 2013 bis 2021 neben Anton Hofreiter Vorsitzende der Bundestagsfraktion ihrer Partei.
Bei der Bundestagswahl 2013 war Göring-Eckardt neben Jürgen Trittin, bei der Bundestagswahl 2017 neben Cem Özdemir Spitzenkandidatin ihrer Partei. Vorausgegangen war jeweils ein Urwahlverfahren, wobei Göring-Eckardt 2017 als einzige Kandidatin allerdings bereits vorab gesetzt war. Sie gilt innerhalb ihrer Partei als Reala.
Sie war von 2009 bis 2013 Präses der Synode der Evangelischen Kirche in Deutschland (EKD) und somit Mitglied im Rat der EKD.

## Leben
Katrin Eckardt wurde am 3. Mai 1966 in der Kleinstadt Friedrichroda im Kreis Gotha als Tochter eines Tanzlehrer-Ehepaares geboren. Nach dem Abitur 1984 an der Erweiterten Oberschule Gotha begann sie ein Studium der evangelischen Theologie an der Karl-Marx-Universität Leipzig, das sie 1988 abbrach. Danach war sie ein bis zwei Jahre als Küchenhilfe tätig.

### Parteilaufbahn

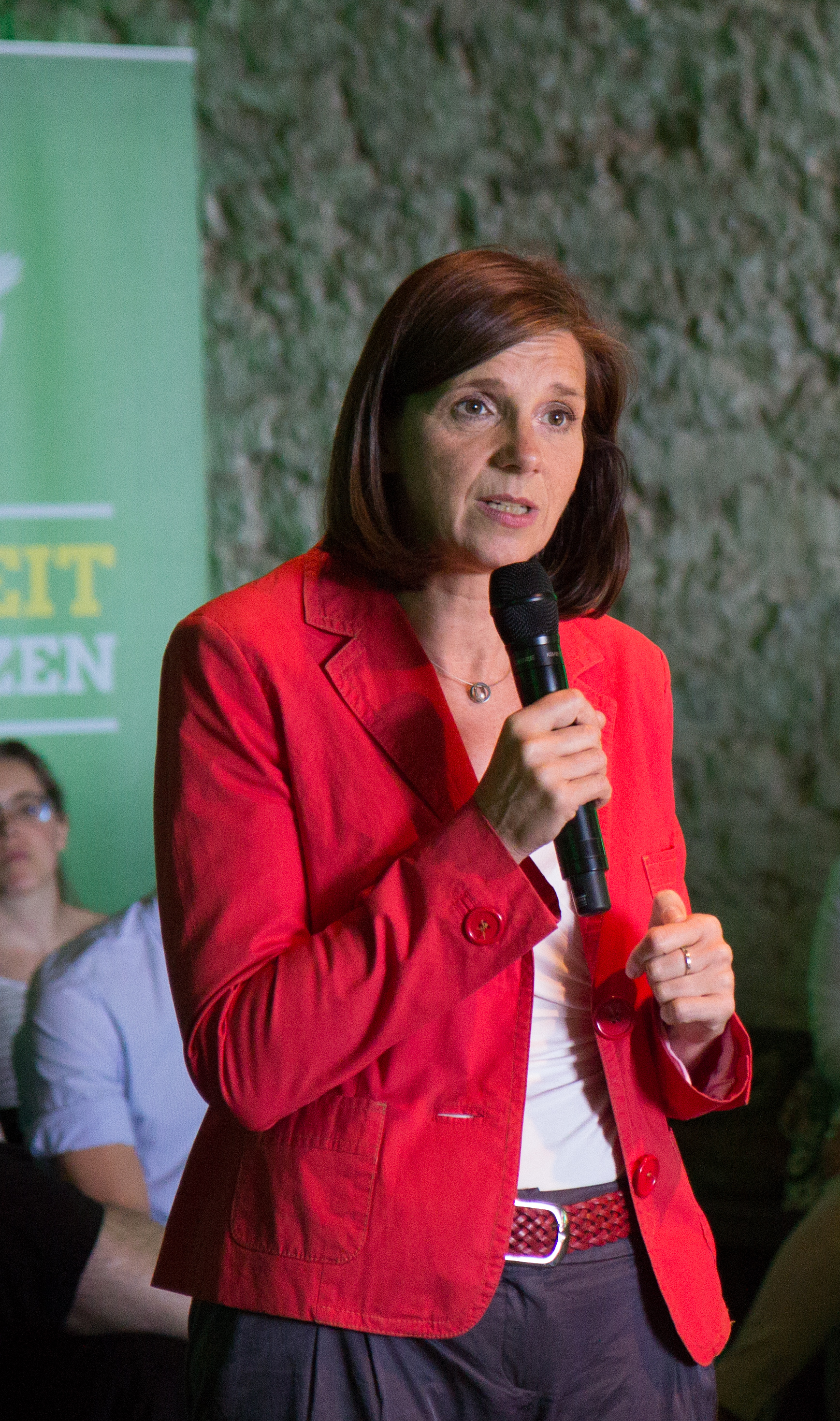
Katrin Göring-Eckardt als Spitzenkandidatin ihrer Partei zur Bundestagswahl 2017

Bis zur Wendezeit in der DDR arbeitete Göring-Eckardt ohne Parteimitgliedschaft im Arbeitskreis Solidarische Kirche (AKSK). 1989 wurde sie Gründungsmitglied der in der DDR entstandenen politischen Gruppierung Demokratischer Aufbruch und 1990 der Bürgerbewegung Demokratie Jetzt. Von 1990 bis 1993 war sie Mitglied im thüringischen Landesvorstand von Bündnis 90. Als Mitarbeiterin der Thüringer Landesvorstände von Demokratie jetzt und Bündnis 90 nahm sie an den Verhandlungen zur Zusammenführung von Bündnis 90 und den Grünen teil, die seit der Fusion mit der Grünen Partei in der DDR 1990 eine gesamtdeutsche Partei waren.
Nach der Fusion von Bündnis 90 mit den Grünen 1993 arbeitete Göring-Eckardt bis 1994 bei der thüringischen Landtagsfraktion von Bündnis 90/Die Grünen als Referentin für Frauenpolitik, Familie und Jugend. Von 1998 bis 2006 war sie darüber hinaus Mitglied im Parteirat von Bündnis 90/Die Grünen. Von 1995 bis 1998 war Göring-Eckardt Mitarbeiterin des Grünen-Politikers Matthias Berninger, von 1996 bis 1998 außerdem Beisitzerin im Bundesvorstand der Grünen. Bis 1998 war sie Mitglied des thüringischen Grünen-Landesvorstands. Darüber hinaus war sie ab 1995, mit Unterbrechungen, Landessprecherin. 2006 wurde Göring-Eckardt erneut Beisitzerin im thüringischen Grünen-Landesvorstand.
Im Vorfeld der Urabstimmung zur Festlegung der beiden grünen Spitzenkandidaten im November 2012 sprach sich Göring-Eckardt zunächst gegen ein Spitzenduo aus; stattdessen favorisierte sie ein breiter aufgestelltes Spitzenteam. Stark für ihre Kandidatur sprach sich unter anderem der Tübinger Oberbürgermeister Boris Palmer aus, der parteiintern ebenfalls als „Realo“ galt. Im Verlauf ihrer Kandidatur bekundete sie die Absicht, sich vor allem gegen das weitere Auseinanderfallen der Gesellschaft einzusetzen. Dabei wolle sie die Menschen mitnehmen und insbesondere auch solche Bevölkerungsschichten dabei ansprechen, für die andere Werte ausschlaggebend seien als rein ökonomische. Beispielgebend für sie sei insbesondere der Wahlerfolg von Winfried Kretschmann in Baden-Württemberg. Gegenüber den Mitbewerberinnen Claudia Roth und Renate Künast galt Göring-Eckardt eher als Außenseiterin. Bei der Urwahl der grünen Spitzenkandidaten für die Bundestagswahl 2013 am 11. November 2012 lag Göring-Eckardt mit 47,3 % vor ihren Mitbewerberinnen und übernahm, zusammen mit Jürgen Trittin, der die meisten Stimmen gewann, die Funktion als grünes Spitzenduo. Medien bezeichneten ihr Abschneiden als Korrektur zu dem als eher links geltenden Urwahl-Sieger Jürgen Trittin – vorgenommen von der mittlerweile stark bürgerlich geprägten Parteibasis. Der ihr nachgesagten Affinität zu schwarz-grünen Bündnissen ungeachtet sprach sich Göring-Eckardt nach der Urwahl für eine rot-grüne Koalition aus. Linke Parteimitglieder werteten das gute Abschneiden eher kritisch.

### Abgeordnetentätigkeit

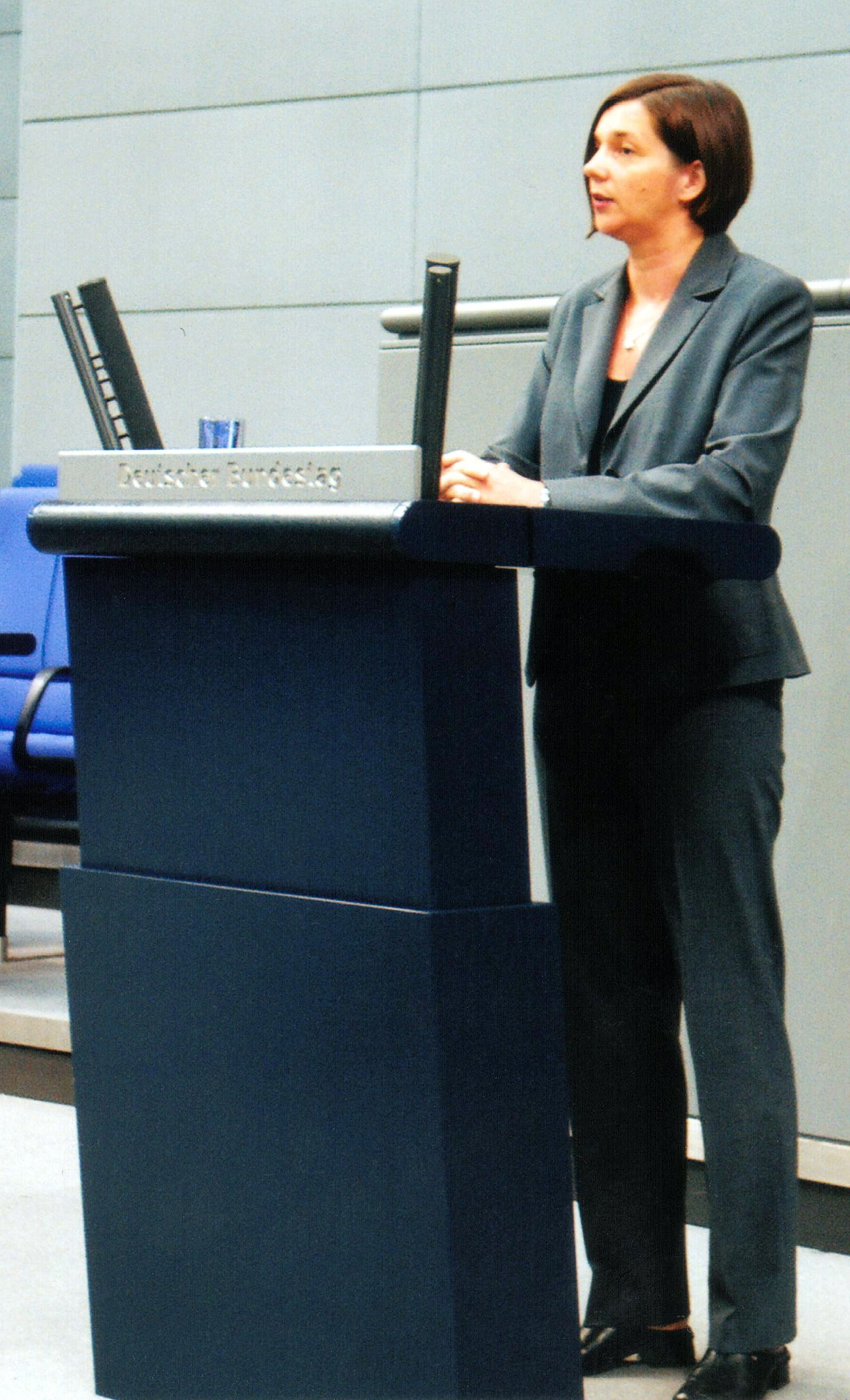
Göring-Eckardt im Bundestag

Seit 1998 ist Göring-Eckardt Mitglied des Deutschen Bundestages. In den Bundestag eingezogen ist sie stets über die Landesliste Thüringen. Von 1998 bis 2002 war sie Parlamentarische Geschäftsführerin beziehungsweise Erste Parlamentarische Geschäftsführerin (Februar bis Oktober 2002) sowie gesundheits- und rentenpolitische Sprecherin der Bundestagsfraktion ihrer Partei. Von Oktober 2002 bis September 2005 war Göring-Eckardt zusammen mit Krista Sager Vorsitzende der Bundestagsfraktion von Bündnis 90/Die Grünen. Bei der Bundestagswahl 2005 war Göring-Eckardt Direktkandidatin von Bündnis 90/Die Grünen im Wahlkreis Erfurt – Weimar – Weimarer Land II; dort blieb sie ohne Mandat.
Am 18. Oktober 2005 wurde Göring-Eckardt mit 479 Stimmen bei 69 Nein-Stimmen und 39 Enthaltungen zur Vizepräsidentin des Deutschen Bundestags gewählt. Seit Herbst 2005 ist sie zudem kulturpolitische Sprecherin ihrer Fraktion. 2009 bewarb sich Göring-Eckardt um das Direktmandat im Wahlkreis Gotha – Ilm-Kreis, das sie nicht gewann. Am 27. Oktober 2009 wurde sie am ersten Tag der Versammlung des neuen Parlaments mit 473 Ja-, 9 Nein-, 5 ungültigen Stimmen und 61 Enthaltungen als Bundestagsvizepräsidentin wiedergewählt.
Nach der Bundestagswahl 2013 bewarb sich Göring-Eckardt um den Vorsitz der grünen Bundestagsfraktion. Sie setzte sich in einer Abstimmung am 8. Oktober 2013 mit 41 Stimmen gegen die ebenfalls dem Realo-Lager zugerechnete Freiburger Abgeordnete Kerstin Andreae (20 Stimmen) durch und führte die Bundestagsfraktion gemeinsam mit Anton Hofreiter an.
Im Januar 2019 erklärte Göring-Eckardt, auf die Bewerbung um die Spitzenkandidatur für die nächste Bundestagswahl zu verzichten.
Bei der Neuwahl zum Fraktionsvorstand im Herbst 2019 setzte sich Göring-Eckardt zusammen mit ihrem Co-Fraktionschef Hofreiter erneut in einer Kampfabstimmung gegen die beiden Herausforderer Cem Özdemir und Kirsten Kappert-Gonther durch. Sie erhielt bei der fraktionsinternen Wahl 61,2 Prozent der Stimmen.
Nach der Bundestagswahl 2021, bei der sie erneut über die Landesliste in den Bundestag einzog, legte sie den Fraktionsvorsitz nieder. Am 9. Dezember 2021 wurde sie im ersten Wahlgang mit 501 von 689 abgegebenen Stimmen zur Bundestagsvizepräsidentin gewählt.
Bei der Bundestagswahl 2025 gewann sie als Spitzenkandidatin der Wahlliste in Thüringen erneut ein Bundestagsmandat. In ihrem Wahlkreis 192 Erfurt – Weimar – Weimarer Land II erhielt sie 3,1 Prozent der Stimmen.

### Evangelische Kirche
Göring-Eckardt engagierte sich in der Evangelischen Kirche in Deutschland. Im Lauf der Jahre übernahm sie im kirchlichen Umfeld eine Reihe von Ämtern und Funktionen. So wurde sie 2007 für eine Amtszeit von sechs Jahren zum Mitglied des Präsidiumsvorstandes des Deutschen Evangelischen Kirchentages (DEKT) gewählt. 2011 leitete sie den 33. Deutschen Evangelischen Kirchentag in Dresden als Präsidentin. Seit 2013 gehört Göring-Eckardt dem Präsidium des DEKT an.
Göring-Eckardt war Mitglied in der 11. Synode der Evangelischen Kirche in Deutschland (EKD). Sie wurde am 2. Mai 2009 zu deren Präses gewählt, dabei setzte sie sich gegen den ehemaligen bayerischen Ministerpräsidenten Günther Beckstein durch. Sie war in diesem Amt Nachfolgerin der Nordhäuser Oberbürgermeisterin Barbara Rinke.
Nach der gewonnenen Urwahl als Spitzenkandidatin der Grünen im November 2012 gab sie bekannt, ihre Ämter in der EKD bis zum Ende des Bundestagswahlkampfs 2013 ruhen zu lassen. Am 26. September 2013 legte Göring-Eckardt mit sofortiger Wirkung ihr Amt als Präses der Synode der EKD nieder. Sie begründete dies damit, dass sie sich nun „mit ganzer Kraft“ der künftigen Entwicklung bei den Grünen widmen wolle. In der Synode wirkt sie aber weiterhin mit.
Nach einem Bericht in der Welt hält sie nichts von Evangelikalen, bezeichne sich aber selbst als „fromm“.
Seit Ende Oktober 2016 trat Göring-Eckardt neben anderen Prominenten als Botschafterin für das Reformationsjubiläum 2017 auf.

### Sonstiges Engagement
Göring-Eckardt ist Mitglied des Kuratoriums der Aktion Sühnezeichen Friedensdienste e. V.
Weitere Mitglied- und Schirmherrschaften (aktuell und ehemalig):
- Deutscher Evangelischer Kirchentag (Präsidiumsvorstand)
- Internationale Martin Luther Stiftung (Kuratorium)
- Hermann Kunst-Stiftung zur Förderung der neutestamentlichen Textforschung (Kuratorium)
- Schulstiftung der Evangelischen Kirche in Mitteldeutschland (EKM) (Stiftungsratsmitglied)
- ehemaliges Mitglied der Atlantik-Brücke e. V. (ausgetreten 2013)[25]
- "Women in Jazz" in Halle (Saale) (Schirmherrin)[26]

### Privates
Sie war ab 1988 mit dem evangelisch-lutherischen Pfarrer Michael Göring in Ingersleben verheiratet, mit dem sie zwei Söhne hat. 2017 wurde die Trennung von ihrem Ehemann bekannt. Ihr neuer Partner wurde Thies Gundlach, einer der Vizepräsidenten des Kirchenamtes der EKD, der zwei Kinder aus erster Ehe hat. Auch ihr erster Mann hatte aus erster Ehe drei Kinder.

## Politische Positionen
Parteiintern sowie seitens der Medien und der Öffentlichkeit wird Göring-Eckardt dem sogenannten Realo-Flügel der Grünen zugeordnet. Göring-Eckardt stellte in der Vergangenheit ihre Entscheidungen wiederholt auf religiös fundierte Gewissensentscheidungen ab. Wegen ihrer starken Verortung im bürgerlichen Milieu sowie ihrer guten Kontakte ins CDU-Lager hinein wird sie darüber hinaus auch immer wieder als geeignete Persönlichkeit für das Schmieden schwarz-grüner Koalitionen aufgeführt. Fundiert wird dieser Ruf durch Göring-Eckardts Teilnahme an der sogenannten Pizza-Connection in den 1990er Jahren – einem informellen Gesprächskreis zwischen grünen und christdemokratischen Nachwuchspolitikern, dessen Bezeichnung auf den damaligen Treffpunkt, ein italienisches Restaurant in Bonn, anspielt.
Bündnissen mit der Partei Die Linke beziehungsweise der potenziellen Erweiterung einer rot-grünen Koalition zur rot-rot-grünen Koalition stand Göring-Eckardt ablehnend gegenüber. Als Grund nannte sie vor allem die mangelnde Berechenbarkeit der Linken sowie deren Haltung in außenpolitischen Grundsatzfragen. Dennoch erklärte sie nach der Bundestagswahl 2013 die Bereitschaft zu Sondierungsgesprächen zu einer rot-rot-grünen Koalition, deren Erfolgsaussichten sie jedoch als äußerst gering einschätzte.

### Wirtschafts- und Sozialpolitik

#### Agenda 2010 und Hartz IV
Wirtschafts- und sozialpolitisch profilierte sich Göring-Eckardt während der Regierungszeit von Rot-Grün unter Bundeskanzler Gerhard Schröder als entschiedene Befürworterin der Hartz-Reformen und der Agenda 2010. Als Fraktionsvorsitzende der Grünen war sie maßgeblich daran beteiligt, die umstrittenen Gesetzespakete gegen innerparteiliche Widerstände durchzusetzen. Die Agenda 2010 bezeichnete sie im Zug dieser Auseinandersetzungen nicht nur als „mutig“ und „notwendig für das Gemeinwohl“, sondern darüber hinaus als „Frühling der Erneuerung“. Die mit Hartz IV eingeführten Sanktionsmöglichkeiten wie zum Beispiel Leistungskürzungen seitens der Jobcenter charakterisierte sie als „Bewegungsangebote“ für die Betroffenen.
Laut einem Artikel bei Spiegel Online von November 2012 soll Göring-Eckardt bei dem Thema Hartz IV ihre Positionen zwischenzeitlich gewandelt haben. Andererseits machte sie – wie andere Politiker von SPD und Grünen auch – im anlaufenden Bundestagswahlkampf 2013 nicht eigene Versäumnisse oder Fehler für das Scheitern der Agenda verantwortlich, sondern vielmehr die damalige Unionsmehrheit im Bundesrat. Dieser sei es letztendlich anzulasten, dass es bei den Hartz-Gesetzen zu unsozialen Härten gekommen sei. Darüber hinaus seien weitere Verschlechterungen während der Regierungszeit von Schwarz-Gelb hinzugekommen. Als zusätzliche Korrekturmaßnahme kündigte sie im März 2013 eine Herabsetzung des durch Rot-Grün eingeführten Minijob-Maximalbetrags von derzeit 450 Euro auf 100 Euro an. Die Minijobs hätten die in sie gesetzten Hoffnungen nicht erfüllt. Aus diesem Grund solle dieser Arbeitsmarktbereich deutlich reduziert, respektive Verdienste ab 100 Euro abgaben- und steuerpflichtig werden. Während der Vorschlag aus dem Lager von SPD, Grünen und Gewerkschaften Zuspruch erfuhr, kritisierten Vertreter von Union und FDP ihn als Demontageabsicht für einen Bereich, der sich aufgrund seiner Flexibilität gerade für Menschen mit geringem Einkommen sowie Zusatzverdiener bewährt habe. Die linke Tageszeitung junge Welt kritisierte den Vorstoß als „unglaubwürdiges Herumlavieren“.

#### Rentenpolitik
Als rentenpolitische Sprecherin ihrer Fraktion setzte sich Göring-Eckardt für weitere Senkungen der Lohnnebenkosten sowie eine Erhöhung der Rentenbeiträge ein. Die Erhöhung des Rentenalters auf 67 bezeichnet sie auf ihrer Homepage bis heute als notwendige Maßnahme. Göring-Eckardt fordert, dass die Rentenversicherung „eine Bürgerversicherung für alle Menschen werde“. Auch Beamte, Abgeordnete und Selbständige sollen in sie einzahlen.

#### Bedingungsloses Grundeinkommen
In der Diskussion um das bedingungslose Grundeinkommen bekannte sich Göring-Eckardt in einem Streitgespräch mit der Linken-Politikerin Katja Kipping als Gegnerin dieses Konzepts. Ein Grundeinkommen gewährender Staat verweigere den Betroffenen die Kommunikation; die Entlassung des Staates aus der Verantwortung für die Betroffenen sei politisch jedoch ein falscher Weg. Ungeachtet ihrer kritischen Haltung zu einem generellen Grundeinkommen war sie im Vorfeld der Urwahl Mitunterzeichnerin eines Antrags für eine bedingungslose Kindergrundsicherung in Höhe von 300 Euro im Monat. Zusammen mit Markus Kurth, Mitglied der grünen Bundestagsfraktion und Bildungsmanager bei der grünennahen Heinrich-Böll-Stiftung, veröffentlichte sie im Sommer 2012 ein Thesenpapier zur sozialen Gerechtigkeit mit dem Titel Ermutigen – Ermächtigen – Ermöglichen.

### Kultur- und Familienpolitik
Als kulturpolitische Sprecherin ihrer Partei warnt Göring-Eckardt insbesondere vor der „Gefahr einer kulturellen Spaltung“ der Gesellschaft und fordert einen „gerechten Zugang zu musischer Bildung“. Weitere Schwerpunktthemen sind Familie und Jugend, demokratische Teilhabe sowie ein „moderner Feminismus“. Einer ihrer politischen Schwerpunkte ist die Behindertenpolitik.
In einer Antwort auf eine Frage der Bundesarbeitsgemeinschaften Lesbenpolitik und Schwulenpolitik im Vorfeld ihrer Urwahlkandidatur sprach Göring-Eckardt sich für eine gesellschaftliche Ächtung von Homophobie und ähnlichen Diskriminierungsversuchen aus.

### Kirchen und Religionsgemeinschaften
Explizit Position bezieht Göring-Eckardt im Bereich kirchennaher, religiöser Themen. Anlässlich eines Symposiums des Christlichen Jugenddorfwerks Deutschlands, an dem unter anderen auch der SPD-Parteivorsitzende Sigmar Gabriel teilnahm, sprach sie sich dafür aus, Religionsunterricht in allen Ländern als verfassungsmäßig garantiertes Recht zu verankern.
Was die christliche Mission anbelangt, erklärte sie in einem Interview, dass sie froh wäre, wenn mehr Menschen zum Glauben fänden. Zustimmend äußerte sie sich in diesem Zusammenhang auch im Hinblick auf den christlichen Missionsgedanken; „hinauszugehen und es allen zu erzählen“, sei Auftrag an jeden einzelnen Christen und „Kerngeschäft“ der Kirche.
Göring-Eckardt sprach sich für die Anerkennung islamischer Religionsgemeinschaften aus. Hierzu gehöre, dass in Deutschland mehr Imame ausgebildet würden. Hinsichtlich des türkischen Islamverbands Ditib schränkte sie jedoch ein, es dürfe keine Anerkennung für Verbände geben, „die fundamentale Verfassungsprinzipien unserer Gesellschaft nicht akzeptieren.“
Hinsichtlich des Missbrauchsskandals in der Evangelischen Kirche plädiert Göring-Eckardt für zentrale Strukturen in den Landeskirchen.

### Außenpolitik
Als besondere Gewissensentscheidungen während der rot-grünen Phase führte sie in späteren Stellungnahmen zwei Wegemarken auf: die Pro-Entscheidung zum Kosovokrieg 1999. In einem Personenportrait des Moderators Hanno Gerwin für eine TV-Sendung des Evangelischen Rundfunkdienstes Baden im Jahr 2012 begründete sie ihre Pro-Stimme zum Kosovo-Krieg unter anderem mit religiösen Motiven. Zitat: „Damals las ich sehr, sehr viel in der Bibel und sprach mit vielen Leuten darüber, was mir sehr wichtig war. Ich sagte mir, wenn es um Krieg und Frieden geht oder um Leben und Tod, kann man nicht gegen den Glauben handeln. Ich stimmte allerdings für den Militäreinsatz, weil ich beim Abwägen fand, dass es wahrscheinlich richtig war. Im Nachhinein bin ich sehr froh, dass es sich als richtig herausgestellt hat.“
Im Oktober 2014 forderte sie angesichts heftiger Kämpfe um Kobanê im Syrien-Konflikt mehr Initiative der Bundesregierung hinsichtlich eines UN-Mandats, das auch einen möglichen Einsatz von Bodentruppen hätte berücksichtigen müssen.
Göring-Eckardt kritisierte bezüglich der Ukraine-Krise im Dezember 2014 die Autoren und Unterzeichner des Aufrufs „Nicht in unserem Namen“. Entspannung mit Russland könne es nur geben, wenn dort Demokratie und Freiheit wachsen.

### Wissenschaftspolitik
Ein weiterer Gewissenskonflikt ergab sich für Göring-Eckardt nach eigenen Angaben anlässlich der Abstimmung im Bundestag über das Stammzellgesetz 2002, bei dem die sonst übliche Fraktionsdisziplin allerdings aufgehoben war. Anders als die Fraktionsmehrheit ihrer Partei stimmte Göring-Eckardt hier für die restriktivere Vorlage.

### Migration und Flüchtlinge
Göring-Eckardt forderte im September 2013, Deutschland solle 5000 Flüchtlinge aus dem Bürgerkrieg in Syrien aufnehmen.
In einer Generaldebatte im Bundestag am 9. September 2015 äußerte sie: „30 Prozent der Kinder und Jugendlichen heute haben bereits einen Migrationshintergrund, und dabei hab’ ich die Ossis jetzt noch nicht mitgerechnet.“ und löste damit einen Shitstorm in den sozialen Medien aus.
Im September 2015 erklärte Göring-Eckardt in der ARD bei Anne Will:

„Dieses Land wird sich […] ziemlich drastisch verändern. Es wird ein schwerer Weg sein, aber dann, glaube ich, können wir wirklich ein besseres Land sein. Und daran zu arbeiten, das mit Begeisterung zu machen, die Leute mitzunehmen, auch die, die Angst haben […], das ist eigentlich die historische Chance. Das ist wahrscheinlich sogar noch mehr als die deutsche Einheit, was wir da erreichen können. […] Was die Kanzlerin gemacht hat, ist eine große Idee davon, was es heißt, dieses Land neu zu denken. […] Die Arbeitgeber scharren längst mit den Füßen und sagen: Wir brauchen diese Leute. […]“

Im August 2016 gab Göring-Eckardt der Nachrichtenseite der Rheinischen Post, RP Online, ein Interview und mahnte hier: „Wir müssen für unsere Werte und unsere Kultur, für vieles, was wir eigentlich für selbstverständlich halten, wieder viel mehr einstehen und kämpfen.“

## Öffentliche Wahrnehmung
Neben ihren politischen Aktivitäten stehen vor allem der bürgerliche Lebensstil von Göring-Eckardt sowie ihr christliches Engagement im Mittelpunkt der Wahrnehmung. Die Zeit charakterisierte ihr gutes Abschneiden bei der Urwahl 2011 mit der Überschrift „Der konservative Beat der Grünen“. Der Spiegel schrieb, mit Göring-Eckardt seien die Grünen endgültig in der bürgerlichen Mitte angekommen. Die Frankfurter Allgemeine Zeitung hob bei der Vorstellung der grünen Spitzenkandidatin im Dezember 2012 im Vorwort die Tatsache hervor, dass sie jeden Tag einen Bibelvers liest. Die Frankfurter Rundschau rückte in einem etwa gleichzeitig erschienenen Interview Themen wie Heimat, Familie und Religion in den Mittelpunkt. Lisa Caspari bescheinigte ihr 2013 in der Wochenzeitschrift Die Zeit: „Die Kunst des Unkonkreten ist etwas, was die Kandidatin gut beherrscht.“ Göring-Eckardts Vorschlag eines Parlamentspoeten löste Anfang 2022 eine Debatte aus.

## Kritik
Im November 2022 erhielt die Organisation United4Rescue, in der ihr Lebenspartner im Vorstand sitzt, zwei Millionen Euro aus dem Bundeshaushalt des von den Grünen geführten Außenministeriums. Dies führte medial und in Teilen der Politik zum Vorwurf der Vetternwirtschaft.

## Auszeichnungen
- 2010: Wilhelm-Leuschner-Medaille[58]

## Schriften
- (mit anderen): Gott gibt die Fischstäbchen. Erfahrungen mit religiöser Erziehung. Wichern-Verlag, Berlin 2004, ISBN 3-88981-163-9.
- Leichter gesagt als getan. Familien in Deutschland. Herder, Freiburg im Breisgau/Basel/Wien 2006, ISBN 3-451-05768-9.
- (als Hrsg.): Würdig leben bis zuletzt. Sterbehilfe, Hilfe beim Sterben, Sterbebegleitung. Eine Streitschrift. Gütersloher Verlagshaus, Gütersloh 2007, ISBN 978-3-579-06816-9.
- Musik und Politik. In: crescendo, 2007.
- Unsere Wurzeln. Was bindet uns? In: Peter Frey (Hrsg.): 77 Wertsachen. Was gilt heute? Herder, Freiburg im Breisgau / Basel / Wien 2007, ISBN 978-3-451-29564-5.
- In konzentrischen Kreisen. Familie ist mehr als Mutter, Vater, Kind. In: Petra Schulze (Hrsg.): Menschen von Nebenan. Wie sie leben, was sie glauben. Begleitbuch zur Sendereihe im Deutschlandfunk. Evang. Verl.-Anst., Leipzig 2008, ISBN 978-3-374-02501-5.
- (mit anderen): Damit ihr Hoffnung habt. Das Buch zum Ökumenischen Kirchentag 2010. Gütersloher Verlagshaus, Gütersloh 2009, ISBN 978-3-579-08203-5.
- (mit Eckhard Nagel): Aber die Liebe. Kreuz, Freiburg im Breisgau 2010, ISBN 978-3-7831-3443-8.
- (mit Ellen Ueberschär als Hrsg.): Den Glauben leben – die Erde lieben. Kreuz, Freiburg im Breisgau 2011, ISBN 978-3-451-61022-6.
- Katrin Göring-Eckardt (Hrsg.), Gerald Hagmann (Hrsg.): Predigten und Kanzelreden mit Herzen, Mund und Händen. Evang. Verl.-Anst., Leipzig 2011, ISBN 978-3-374-02907-5.
- Hans Möhler (Hrsg.): Wie jeder die Welt verbessern kann. Mit kleinen Schritten für die Zukunft. Einführung: Katrin Göring-Eckardt. Luther-Verlag Bielefeld 2012, ISBN 978-3-7858-0620-3.
- Ein ramponierter Gott. In: Sonia Atlantova/Oleksandr Klymenko: Ikonen auf Munitionskisten. Die Kunst, den Tod ins Leben zu verwandeln. Molino Verlag, Schwäbisch Hall und Sindelfingen 2024, ISBN 978-3-948696-78-8.